# Laigueglia
Laigueglia est une commune italienne de la province de Savone, dans la région Ligurie.

## Administration
| Période                                  | Période | Identité | Étiquette | Qualité |
| ---------------------------------------- | ------- | -------- | --------- | ------- |
|                                          |         |          |           |         |
| Les données manquantes sont à compléter. |         |          |           |         |

### Communes limitrophes
Alassio, Andora.

## Jumelages
- Semur-en-Auxois (France) ;
- Höhr-Grenzhausen (Allemagne) depuis 1972 ;
- La Thuile (Italie) - en 2013.